# Filip Prokopyszyn
Filip Prokopyszyn (* 10. August 2000 in Zielona Góra) ist ein polnischer Bahnradsportler, der auf Ausdauerdisziplinen spezialisiert ist.

## Sportlicher Werdegang
Prokopyszyn holte ab 2017 als Junior und in der U23 eine Reihe von Medaillen bei Welt- und Europameisterschaften, vor allem in Massenstart-Disziplinen wie Scratch, Ausscheidungsfahren und Madison. Er fuhr bis 2018 für den Verein Trasa Zielona Góra seiner Heimatstadt, dann für den Verein Tarnovia aus Tarnowo Podgórne, bevor er ab 2021 einen Vertrag beim UCI-registrierten Team Mazowsze Serce Polskie erhielt.
Ab 2019 war Prokopyszyn auch in der Elite regelmäßig für die Nationalmannschaft in internationalen Wettkämpfen aktiv. Dabei erzielte er je eine Medaille bei den Europaspielen 2019 und den Europameisterschaften 2019. Er wurde 2022 und 2024 in die UCI Track Champions League eingeladen. Je zweimal war er polnischer Meister im Ausscheidungsfahren und im Madison. Auch im Straßenradsport war Prokopyszyn gelegentlich aktiv, blieb dort jedoch ohne international bedeutende Erfolge.

## Erfolge
2017
 Europameisterschaften (Junioren) – Scratch
 Weltmeisterschaften (Junioren) – Scratch
2018
 Weltmeisterschaften (Junioren) – Punktefahren, Scratch
 Europameisterschaften (Junioren) – Scratch
 Europameisterschaften (Junioren) – Zeitfahren, Madison (mit Damian Papierski)
2019
 Europaspiele – Scratch
 Europameisterschaften – Ausscheidungsfahren
 Polnischer Meister – Ausscheidungsfahren, Madison (mit Daniel Staniszewski)
2020
 Europameisterschaften (U23) – Madison (mit Bartosz Rudyk)
 Polnischer Meister – Ausscheidungsfahren
2022
 Europameisterschaften (U23) – Ausscheidungsfahren
2023
 Polnischer Meister – Madison (mit Wojciech Pszczolarski)